# Molain, Jura
Molain là một xã trong vùng hành chính Franche-Comté, thuộc tỉnh Jura, quận Lons-le-Saunier, tổng Poligny. Tọa độ địa lý của xã là 46° 49' vĩ độ bắc, 05° 48' kinh độ đông. Molain nằm trên độ cao trung bình là 580 mét trên mực nước biển, có điểm thấp nhất là 560 mét và điểm cao nhất là 681 mét. Xã có diện tích 11.50 km², dân số vào thời điểm 2005 là 115 người; mật độ dân số là 10 người/km².

## Thông tin nhân khẩu
| 1962 | 1968 | 1975 | 1982 | 1990 | 1999 |
| ---- | ---- | ---- | ---- | ---- | ---- |
| 64   | 91   | 83   | 99   | 96   | 94   |

## Địa điểm tham quan
Nhà thờ của Molain được xây trong thế kỉ thứ 16.